# Fort La Reine
 (novembre 2023).
Si vous disposez d'ouvrages ou d'articles de référence ou si vous connaissez des sites web de qualité traitant du thème abordé ici, merci de compléter l'article en donnant les références utiles à sa vérifiabilité et en les liant à la section « Notes et références ».
Fort la Reine était situé au sud-ouest de l'emplacement de l'actuelle ville de Portage la Prairie au Manitoba.
Le fort d'origine fut construit en 1738 par l'explorateur français Pierre Gaultier, sieur de La Vérendrye et ses deux fils sur la rive nord de la rivière Assiniboine sur le long de la piste Yellowquill Trail. Le nom du fort est choisi en l'honneur de l'épouse de Louis XV, Marie Leszczynska. Le fort servira de quartier-général pendant les treize années qu'il explora le territoire. En 1852 un groupe d'indiens Cris incendièrent le fort. Une stèle a été érigée sur le site du fort original.
Le musée actuel, ouvert depuis le 13 novembre 1967, contient une réplique du fort original.